# 刑事・鬼貫八郎
『刑事・鬼貫八郎』（けいじ おにつらはちろう）は、1993年から2005年まで日本テレビ系「火曜サスペンス劇場」で放送された刑事ドラマシリーズ。全18回。主演は大地康雄。
「火曜サスペンス劇場」の終了に合わせて終了した。

## 物語
このシリーズは、以下のような流れで物語が展開される。
1. オープニング後、自宅で鬼貫と妻子の間に一悶着（糖尿病関連の話題）が起こり、その最中に電話があり、事件の発生を知らされる。
2. 事件現場に駆けつけ、刑事から事件の概要を説明され、捜査が始まる。このシリーズではアリバイの有無を中心に捜査が進んでいく。犯人の目星がついているところに、鬼貫だけ別の人物に目を付け、その人物のアリバイや動機などを執念深く探っていく場合が多い。
3. 自宅の書斎で事件の表を作り「アリバイ」などを考えているところ、妻が飲み物（水割り）を持ってきて「一杯だけよ」と言って書斎を出ていく。その飲み物を飲んでいる時、書斎の外で娘と妻が他愛もない会話をする。話を背中で聞いているうち、事件のトリックが閃き、事件の全貌を明らかにする。
4. 犯人を呼び出す、或いは出向いて、証拠やアリバイを崩したことを突きつけ、自供させる。
5. 事件が終わる。
6. 自宅でオープニングと同様、糖尿病関連の一騒動が起こり、エンドロール。エンドロール中は土手を妻子と運動している事が多いが、ここでも一騒動が起こる。

## キャスト

### 警視庁東中野警察署
鬼貫八郎
演 - 大地康雄
主人公。刑事課の刑事。階級は巡査部長。
クラシック音楽と太極拳、畑仕事 を趣味としているが、それ以上に大の甘党でもあり、糖尿病の持病を持っている。故に甘い物等を食べる時は妻である良子の目を盗んで食べている。
第6作より借家 ではあるが庭付き一戸建てに住み、家の前にある畑の作業をするようになる。第17作の冒頭で真奈美と恋人とのキスシーンを目撃し良子に相談する。
丹那孫六
演 - 川野太郎（第1作 - 第3作）
刑事課の刑事。第4作の開始前に本庁に栄転になる。
清水幣吉
演 - 宍戸開（第4作 - 第6作）
刑事課の刑事。丹那の後任。
松村
演 - 米山善吉（第7作・第8作）
刑事課の刑事。第9作の開始前に本庁に栄転になる。
碓氷道夫
演 - 羽場裕一（第9作 - 第18作）
刑事課の刑事。鎌田警察署から転任。第14作で良子の知り合いの紹介で旅館の娘と見合いをする。
※上記4名は鬼貫と組み共に捜査を担当。第2作から妻・良子の意向により、鬼貫への食べ物見張り番をし始めるようになる。（松村刑事を除く）
佐々木
演 - 斉藤あきら（第3作）、西田静志郎（第4作）
刑事課の刑事。
島田
演 - 小宮健吾（第4作）、十貫寺梅軒（第6作 - 第18作）
刑事課の刑事。
田代
演 - 筒井巧（第7作）、森本浩（第10作 - 第15作・第17作・第18作）
刑事課の刑事。
黒川利夫
演 - 天田俊明
刑事課長。

### 鬼貫家
鬼貫良子
演 - 左時枝
八郎の妻。八郎の健康を考えて低カロリーの料理を出す。第2作以降、良子の目が届かない八郎の仕事中は、八郎に同行する後輩刑事（松村を除く）に八郎が口にする食べ物の見張りと制限をさせている。しかし、八郎が事件のことで家で悩んでいると、普段は制限している酒を「一杯だけ」と差し出す優しい一面もある。
鬼貫真奈美
演 - 間下このみ（第1作 - 第9作）、安田芽衣子（第10作 - 第16作）、須藤温子（第17作・第18作）
八郎の娘。父・八郎への節制に余念がない母・良子の肩を持つだけでなく、八郎への同情心も持っている。

### その他
TVレポーター
演 - 森みつえ（第9作・第10作）

### ゲスト
第1作「死びとの座」（1993年）
- 中嶋貴美子（フェアリープロダクション所属の人気歌手） - 香坂みゆき
- 中山弓子（葵芸能社所属の貴美子のものまねタレント「中島美貴子」） - 香坂みゆき（二役）
- 田渕渉（貴美子のマネージャー） - 高岡健二
- 警視庁東中野警察署刑事課 刑事 - 椎谷建治、及川以造
- 所轄刑事 - 金子研三
- 刑事 - 越村公一
- ひろし（サッカー少年） - 米井文教
- 六本木のレストランバーの支配人 - 鶴田東
- 寿司屋の大将 - 佐藤晟也
- 吉田雅美（バスガイド・弓子の友人） - 貴本亜莉紗
- 葵芸能社 社長 - 花上晃
- 中山（弓子の父） - 平松慎吾
- 中山（弓子の母） - 中真千子
- 歌番組の司会者 - 岡村洋一
- レコーディングのディレクター - 刀坂悟
- 白井晃

第2作「擬装心中」（1993年）
- 河辺（遼吉の妻） - 日向明子
- 本田正夫（ホンダアミューズ 社長・節子の夫） - 草見潤平
- 小百合（ブティック店の店員） - 水木薫
- 三富（神奈川県警西箱根警察署 刑事） - 森下哲夫
- 山本（神奈川県警西箱根警察署 刑事） - 伴直弥
- 常泉院 住職 - 江藤漢
- 榎本恵（久子のマンションの元隣人） - 秋月美有紀
- 河辺遼吉（貝沼建設第一営業部 課長） - 茂木和範
- 果物屋店主 - 長谷妙子
- 警視庁三軒茶屋警察署 署長 - 小寺大介
- 津山久子（タンベル飲料 社員・去年の10月から行方不明） - 長澤ゆかり
- スナック「デイトライン」店員 - 景山仁美
- タンベル飲料 社員 - 花上晃
- 守山金作（マンション「グリーンハイツ」管理人） - 村田正雄
- 守山富子（守山の妻） - 石井トミコ
- 本田節子（久子の妹） - 水島かおり
- 犬飼義之（施設省局長） - 峰岸徹

第3作「完全犯罪」（1994年）
- 坂下守（ヌード専門のカメラマン） - 荒井紀人
- 田代（三重県警名張警察署 刑事） - 蔵一彦
- 聡子（小日向大輔の元妻） - 秋山菜津子
- 原田早苗（アウトレット店長・小日向大輔の従妹） - 久我美智子
- 加藤恭平の幼馴染 - 松本南美
- 警視庁東中野警察署刑事課 刑事 - 坂西良太
- 河島（所轄刑事） - 望月太郎
- 京都大学 助手 - 吉満涼太
- 西川（京都大学 教授） - 大山豊
- 煎餅屋 - 小寺大介
- 小日向大輔（ヌード専門のカメラマン） - 澤田誠志
- 煎餅「松寿堂」店主 - 小松健悦
- 土肥温泉「喜代治館」女将 - 阿知波悟美
- 横川冬樹（推理作家） - 長谷川初範
- 田中智也、江崎貴美、小笠原町子、栗原未紀、松井美樹、菊地隆、岸端宏樹、澤竜郎、沢村一閒、竹内靖司、森勇斗

第4作「ゆすり」（1994年）
- 亀取薫（旅行雑誌「旅の人」副編集長） - 高畑淳子
- 江藤（旅行雑誌「旅の人」旅行ライター） - 篠塚勝
- 亀取薫（港南貿易 社員） - 生瀬勝久
- 川俣（東京地方検察庁特捜部 検察官） - 久富惟晴
- 東日本旅客鉄道新前橋駅 車掌 - 久保田篤
- 亀取薫（室内装飾デザイナー） - 沢村一閒
- 木牟田盛隆（芸能評論家） - 北島道太
- 河井真二（無職・元弁護士事務所調査員） - 山中篤
- 木牟田家の家政婦 - 千葉裕子
- 神奈川県警多摩警察署 刑事 - 及川以造
- 目撃者 - 坂本万里子
- 妙子（ホステス・河井の同棲相手） - 麻生侑里
- 鑑識 - 小寺大介
- 井上ゆかり（2年前交通事故死） - 五十嵐瑞穂
- 山口香織（女優） - 一色彩子

第5作「妬み」（1995年）
- 吉岡（朝吹雅彦の付き人で新人俳優） - 高良陽一
- 石原瑠璃子（朝吹雅彦の所属事務所の事務員） - 松本南美
- 八重（雨宮の婚約者） - 朝比奈順子
- 鈴木重之（ピアニスト） - 沢村一閒
- 朝吹雅彦（俳優） - 原田大二郎
- 雨宮周二（放送作家） - 小林操
- 木村（真奈美のボーイフレンド） - 多賀啓史
- 東愛 - 花村怜美
- 鷹取健太郎（朝吹雅彦の所属事務所の専務） - 藤井びん
- 飯島大介、橘雪子、高杉航大、斉藤暁

第6作「十六年目の殺人」（1996年）
- 野上恭子（女性評論家） - 高畑淳子
- 藤木江美子（バーのママ） - 水木薫
- 鈴木（塾講師・痴漢の被疑者にされたバス乗客） - 酒井敏也
- 田辺（田辺探偵事務所 所長） - 藤井びん
- 海里明子（中学の体育教師） - 工藤啓子
- 柏木常雄（医師・16年前の容疑者であった柏木雅常の息子） - 京本政樹（友情出演）
- 出版社社員 - 越村公一
- 松崎幸一郎（恭子の元夫） - 菅原大吉
- バス運転手 - 加藤満
- 常雄の同僚医師 - 山路和弘
- 斉藤功一（バーテンダー・本名「久道肇」） - 沢村一閒
- 服部香織（野上恭子の親友・16年前に殺された岩坂善次郎の娘） - 金久美子

第7作「憎悪の化石」（1997年）
- 藤田（鬼貫の主治医） - 山崎一
- 佐藤（西川に付くボクシングジムのスタッフ） - なべやかん
- 岩崎孝夫（岩崎美容外科医院 2代目院長） - 奈良坂篤
- 疋田十郎（小説家） - 中原丈雄
- 西川卓哉（ボクサー） - 寺島進
- 山田隆（日本医科大学付属第二病院 薬剤師） - 藤岡大樹
- 医師 - 植松洋、久保忠郎
- 西川卓哉が所属するボクシングジムの会長 - 草見潤平
- 勝山漁港駐在所 巡査 - でんでん
- 広瀬（中根書房 編集長・かな子の上司） - 清水章吾
- 谷口（車のディーラー） - 中島陽典
- 深町かな子（中根書房 編集部員・疋田の担当編集者） - いしのようこ

第8作「青の殺意」（1998年）
- 宗像秋子（高校の美術教師・バー「銀の靴」元ホステス） - 西山水木
- 岩本光枝（美術雑誌の編集者） - 山下容莉枝
- 菅原紀夫（高校の美術教師・秋子の同僚） - 伊藤洋三郎
- 川瀬（長野県警飯田中央警察署 刑事） - 鈴木一功
- 杉本明（バー「銀の靴」元マスター） - 飯島大介
- 警視庁東中野警察署刑事課 刑事 - 渡辺寛二
- 秋川渓谷「のんび茶屋」女将 - 榎本由希
- 風見荘の不動産屋 - 森一
- バイクの出前 - 外川貴博
- 寿司屋 - 石井洋祐
- 杉本の元妻 - 篠倉伸子
- 仲田玲子（銀座「いずみ画廊」オーナー） - 金久美子
- 仲田伸吾（画家・玲子の夫） - 国広富之

第9作「沈黙の函」（1999年）
- 茨木周一（レコード店「楽々堂」事務員・辰二の養子） - 阿部サダヲ
- 岩手県警一関警察署 刑事 - 高橋克実
- 長島剛（漁港勤務） - 久保田篤
- 三島（サハラガラスパーク 職人） - 桐本琢也
- 中島恵（周一の恋人） - ひがし由貴
- 澄子（養護施設「つくし学園」職員） - 白石加代子
- 照代（中島家のお手伝い） - 山梨ハナ
- 西田新介（芸人） - 藤井びん
- 塚原貴雄（古美術商） - 石井光三
- 滝川千鶴子（共和生命 社員） - 竹井みどり
- 茨木辰二（レコード店「楽々堂」経営者） - 小松政夫
- 中島（恵の父） - 小倉雄三

第10作「風の証言」（1999年）
- 八代淑恵（完治の妻） - 深浦加奈子
- 露木法律事務所 事務員 - 赤間麻里子
- 群馬県警前橋警察署 刑事 - 井上博一
- 警視庁東中野警察署刑事課 刑事 - 中村和彦
- 住職 - 岩手太郎
- 夫のDV被害者 - 岩崎聡子
- 吉野（神奈川県警城山警察署 刑事） - 猪股俊明
- 桑原（ゴルフショップ経営者） - 小宮孝泰
- 桑原の子分 - 大城英司
- 八代完治（栄進塾 経営者・元中学校教師） - 中原丈雄
- 片山京子（東光証券新宿支店 証券レディ） - 根岸季衣
- 露木朝子（露木法律事務所 弁護士） - 大島さと子
- 浜田大介

第11作「積木の塔」（2000年）
- 久本（本庁刑事） - 町田真一
- ホステス - 栗林知美
- 佐久間（造形作家・由比の知り合い） - 渡辺航
- 医師 - 藤田清二
- 蕎麦屋「大野屋」店員 - ブッチー武者
- 喫茶店ウェイトレス - 会津素子
- 大京物産 社長秘書 - 河西りえ
- 由比義則（大京物産 重役） - 永島敏行
- 大京物産 社長 - 唐沢民賢
- 和田塚茂（セールスマン） - 野口雅弘
- 警視庁東中野警察署刑事課 刑事 - 中村和彦
- スキー場従業員 - 永森英二
- 寿司屋「長五郎」店主 - 水島涼太
- 中澤雄一（中澤写真館 館長） - 須藤雅宏
- 長谷鶴子（ホステス） - 大竹一重
- 楠木岩夫（元マグロ船船長） - 下川辰平
- 石田敬二郎（岐阜県警上宝警察署 巡査部長） - 斎藤晴彦
- 由比加奈子（由比の妻） - 床嶋佳子

第12作「まだらの犬」（2001年）
- 斎藤逸子（バーの経営者・若槻の愛人） - 石井苗子
- 若槻俊二（菊田建設新規事業開発部 元担当役員） - 草薙良一
- 寺島繁雄（菊田建設新規事業開発部 元経理担当部長・故人） - 山上賢治
- 警視庁東中野警察署刑事課 刑事 - 江端英久、関戸将志
- 村山（タクシードライバー） - 田口主将
- 寿司屋 - 大槻修治
- 玉川不動産 社員 - 佐川大輔
- ホームレス - 小宮孝泰
- 串田（警視庁荒川中央警察署 刑事・鬼貫の知り合い） - 得丸伸二
- 寺島扶美子（寺島書道教室 先生・寺島の妻） - 涼風真世
- 大町英一郎（元商社マン） - 前田吟

第13作「誰の屍体か」（2001年）
- 高山君江（旅館の一人娘・岡部の婚約者） - 渡辺梓
- 倉本良治（演出家） - 吉見一豊
- 田辺衿子（翻訳家） - 水木薫
- 岡部真吾（作家・和歌子の元同棲相手） - 平井真軌
- 中西功治（元旅館の板前） - 永野典勝
- 警備員 - 春海四方
- 森（タクシードライバー） - 野添義弘
- タクシー会社事務員 - 田村三郎
- 安田（警視庁捜査一課 刑事） - 池内万作
- 芥川篤（演劇評論家） - 金田明夫
- 宇井和歌子（舞台女優） - 藤真利子

第14作「表と裏」（2002年）
- 佐伯（静岡県警浜松中央警察署 刑事） - 河野洋一郎
- 小林（静岡県警浜松中央警察署 刑事） - 大城英司
- 須田美和子（西東海生命 保険調査員） - 永島暎子
- 山野市郎（土産物屋） - 掛田誠
- 伊達里子（山野の愛人） - 平栗あつみ
- 木堂健治（木堂商事 社長） - 住吉正博
- 須田（須田の母） - 磯村千花子
- 西東海生命 社員 - 一谷真由美
- アベ質店 店主 - 佐々木敏
- 不動産屋 - 藤田清二
- 女子高生 - 宮川由起子、大久保綾乃
- 須田誠司（美和子の夫） - 石丸謙二郎
- 大津公一（西東海生命 社員・美和子の上司） - 渡辺いっけい

第15作「愛の軌跡」（2003年）
- 新関さつき（東和生命 外務員） - 川上麻衣子
- 伊吹忠生（伊吹企画 社長） - 天宮良
- 筒井英樹（伊吹企画 社員） - 江端英久
- うなぎ屋「野田岩」店主 - 鈴木一功
- 大橋美智子（東和生命 外務員・さつきの後輩） - 鷹城佳世
- 松井（警視庁下北沢警察署生活安全課 刑事） - 外川貴博
- 斎藤（警視庁東中野警察署生活安全課 刑事） - 税所伊久磨
- カフェ「COLORADO」店員 - 有本梨花
- 警視庁東中野警察署刑事課 刑事 - 関戸将志
- 中島雅子（伊吹企画 経理係） - あめくみちこ
- 鏑木博文（洛旺書房 企画室長） - 河原崎建三
- 木原二郎（高円寺交通 タクシードライバー・洛旺書房 元編集長） - 平田満

第16作「死のある風景」（2004年）
- 岡田孝治（緑山総合病院 事務長） - 半海一晃
- 佐伯（緑山総合病院 外科部長） - 勝部演之
- 警視庁東中野警察署刑事課 刑事 - 森下哲夫
- 石山（智子の父） - 有川博
- 飯田線・車掌 - 深沢敦
- おばんざい屋「菜の花」女将 - 日向明子
- 石山（智子の母） - 池田道枝
- 長谷川千明（緑山総合病院 看護師） - 川俣しのぶ
- 石山智子（おばんざい屋「菜の花」店員・2か月前死亡） - 渡辺典子
- 桑原義典（医療機器メーカー「ミサワメディカル」営業マン） - 藤井びん
- 大川（学会事務局） - 越村公一
- 天竜峡駅 駅員 - 伊藤幸純
- 患者の妻 - 東佳代子
- 石山真（智子の息子） - 斉藤隆成
- 鳥居達彦（明南大学経済学部 助教授・幸子の夫） - 益岡徹
- 鳥居幸子（緑山総合病院 外科医） - 川島なお美
- 田中啓三

第17作「炎の記憶」（2004年）
- 原田和則（自動車修理工場「谷中モータース」社長・宇野の幼馴染） - 野村祐人
- 原田千春（和則の妻・妊婦） - 濱田万葉
- 藤木（警視庁捜査一課 警視） - 西川忠志
- 宇野英生（中央銀行新宿支店 支店長代理・融資担当） - 山本陽一（中学3年生：上森寛元）
- 沢村ゆかり（中央銀行新宿支店 行員・宇野の部下） - 松永玲子
- 佐藤（警視庁科学捜査研究所 技官） - 朝倉伸二
- 警視庁大森山王警察署 刑事 - 笠井一彦
- 警視庁本郷警察署 刑事 - 古川康大
- 警視庁東中野警察署刑事課 刑事 - 佐藤尚宏
- 鬼貫真奈美の恋人 - 畠中正文
- 犬吠崎売店店員 - 片岡明日香
- 隣家の主婦 - 辻千春
- 下山総（下山と亜希子の息子・10年前焼死） - 中曽根康太
- 神保亜希子（スナック「アキコ」ママ・下山の元妻） - 山口果林
- 下山剛（警視庁本郷警察署 刑事・鬼貫の先輩） - 竜雷太

第18作「真夜中の乗客」（2005年）
- 深澤美和子（宝飾店「深澤宝飾」社長） - 北原佐和子
- 桜木義文（宝飾店「深澤宝飾」経理） - 小倉一郎
- 桜木由香（桜木と今日子の娘） - 楊原京子
- スナック「KAZU」ママ - 水木薫
- 本庁刑事 - 春田純一
- 小林（宝飾店「深澤宝飾」社員） - 有本梨花
- 原田（警視庁東中野警察署刑事課 刑事） - 桑原和生
- 警視庁東中野警察署刑事課 刑事 - 木村知幸
- 鈴ヶ丘総合病院 看護師 - 高仁和絵
- 松下（刑事） - 黒田浩二
- 本庁刑事 - 高松潤
- 山田（理恵の息子・小学生） - 小清水一揮
- 山田理恵（グリーンキャブ タクシードライバー） - 中島ひろ子
- 角間春江（角間鍼灸院 鍼灸師） - 白石加代子
- 桜木今日子（桜木の妻） - 中田喜子

## スタッフ
- 原作 - 鮎川哲也
- 企画 - 長富忠裕（第1作 - 第9作）、酒井浩至（第10作 - 第17作）
- 脚本 - 佐伯俊道（第1作 - 第5作）、坂上かつえ[1]（第5作 - 第18作）
- 音楽 - 大谷和夫（第1作 - 第11作）、吉川清之（第12作 - 第18作）
- 監督 - 田中登（第1作 - 第4作・第9作・第13作・第14作・第16作）、金澤克次（第5作）、山田大樹[1]（第6作 - 第8作・第10作 - 第12作・第15作・第18作）、吉本潤（第17作）
- 助監督 - 榎本高一（第1作）、崎田憲一（第2作・第4作・第6作・第7作・第12作 - 第14作・第16作）、蘆田完（第3作）、吉本潤（第5作・第10作・第11作）、野崎邦夫（第8作）、川原圭敬（第9作）、落合崇（第15作・第18作）、宮本忠栄（第17作）
- 選曲 - 合田豊（第5作 - 第17作）
- 技術協力 - オーエイギャザリング、映広
- 美術協力 - KHKアート、高津装飾美術、アイアール
- 編集・MA - 共同テレビジョン
- チーフプロデューサー - 重松修（日本テレビ / 第8作・第9作）、佐藤敦（日本テレビ / 第10作 - 第12作）、増田一穂（日本テレビ / 第13作 - 第15作）、梅原幹（日本テレビ / 第16作）
- プロデューサー
  - 日本テレビ - 田中芳樹（第1作）、大塚恭司（第1作 - 第7作・第9作）、服部比佐夫（第8作・第10作 - 第18作）、大野哲哉（第17作・第18作）
  - 国際放映 - 平松弘至
- 制作 - 日本テレビ
- 製作・著作 - 国際放映

## 放送日程
| 話数 | 放送日         | サブタイトル   | 原作 | 脚本                | 監督     | 視聴率 |
| ---- | -------------- | -------------- | --- | ------------------- | -------- | ------ |
| 1    | 1993年03月09日 | 死びとの座     | 『死びとの座』（光文社文庫）                                                                                          | 佐伯俊道            | 田中登   | 18.6%  |
| 2    | 11月30日       | 擬装心中       | 『人それを情死と呼ぶ』（光文社文庫）                                                                                  | 佐伯俊道            | 田中登   | 22.5%  |
| 3    | 1994年07月26日 | 完全犯罪       | 『戌神はなにを見たか』（光文社文庫）                                                                                  | 佐伯俊道            | 田中登   | 19.6%  |
| 4    | 11月08日       | ゆすり         | 『王を探せ』（光文社文庫）                                                                                            | 佐伯俊道            | 田中登   | 20.3%  |
| 5    | 1995年09月12日 | 嫉み           | 『鍵孔のない扉』（光文社文庫）                                                                                        | 佐伯俊道 坂上かつえ | 金澤克次 | 18.1%  |
| 6    | 1996年08月13日 | 十六年目の殺人 | 『準急ながら』（光文社文庫）                                                                                          | 坂上かつえ          | 山田大樹 | 20.7%  |
| 7    | 1997年12月02日 | 憎悪の化石     | 『憎悪の化石』（創元推理文庫・光文社文庫）                                                                            | 坂上かつえ          | 山田大樹 | 16.9%  |
| 8    | 1998年09月22日 | 青の殺意       | 『砂の城』（青樹社文庫）                                                                                              | 坂上かつえ          | 山田大樹 | 16.3%  |
| 9    | 1999年04月27日 | 沈黙の函       | 『沈黙の函』（光文社文庫）                                                                                            | 坂上かつえ          | 田中登   | 14.9%  |
| 10   | 10月12日       | 風の証言       | 『風の証言』(創元推理文庫)                                                                                            | 坂上かつえ          | 山田大樹 | 17.2%  |
| 11   | 2000年04月04日 | 積木の塔       | 『積木の塔』（青樹社文庫・光文社文庫）                                                                                | 坂上かつえ          | 山田大樹 | 15.3%  |
| 12   | 2001年04月03日 | まだらの犬     | 短編「まだらの犬」 『わるい風』（光文社文庫）所収                                                                     | 坂上かつえ          | 山田大樹 | 17.7%  |
| 13   | 8月28日        | 誰の屍体か     | 短編「誰の屍体か」 『白昼の悪魔』（光文社文庫） 『誰の屍体か』（春陽文庫） 『下り〝はつかり〟』（創元推理文庫）各所収 | 坂上かつえ          | 田中登   | 18.7%  |
| 14   | 2002年07月23日 | 表と裏         | 『偽りの墳墓』（光文社文庫）                                                                                          | 坂上かつえ          | 田中登   | 15.9%  |
| 15   | 2003年06月17日 | 愛の軌跡       | 『宛先不明』（光文社文庫）                                                                                            | 坂上かつえ          | 山田大樹 | 17.3%  |
| 16   | 2004年03月16日 | 死のある風景   | 『死のある風景』（創元推理文庫）                                                                                      | 坂上かつえ          | 田中登   | 17.0%  |
| 17   | 11月30日       | 炎の記憶       | 『準急ながら』（第6作と同じ）                                                                                         | 坂上かつえ          | 吉本潤   | 15.5%  |
| 18   | 2005年09月20日 | 真夜中の乗客   | | 坂上かつえ          | 山田大樹 |        |

- 視聴率はビデオリサーチ調べ、関東地区・世帯

## 映像ソフト化
いずれも発売元はベストフィールド、販売元はTCエンタテインメント
- 刑事鬼貫八郎シリーズ コレクターズDVD Vol.1（BFTD-0505、2024年10月30日発売）
- 刑事鬼貫八郎シリーズ コレクターズDVD Vol.2（BFTD-0506、2024年12月25日発売）
- 刑事鬼貫八郎シリーズ コレクターズDVD Vol.3（BFTD-0507、2025年2月28日発売）